# Portland (Nueva Gales del Sur)
Portland es una ciudad del estado de Nueva Gales del Sur. En el censo de 2016, Portland tenía una población de 2424 habitantes. La ciudad recibió el nombre de la primera fábrica de cemento de Australia.

## Historia
Antes de la colonización blanca, la región de Portland estaba ocupada por el pueblo Wiradjuri. El primer europeo de la zona fue James Blackman, que inspeccionó las carreteras de la zona en 1820 y hoy Blackman's Flat y Blackman's Crown llevan el nombre de la familia.
La ciudad de Portland es interesante como ciudad minera histórica, y también como lugar de la primera fábrica de cemento de Australia. Portland comenzó realmente cuando Thomas Murray seleccionó 61 hectáreas de terreno en 1863 y construyó su primer horno de cal en lo que ahora es la esquina de las calles Lime y Villiers. El ferrocarril llegó a Portland en 1882 y la primera estación inaugurada en 1887 se llamó Cullen Siding hasta 1889. La Cullen Bullen Lime and Cement Company estableció sus operaciones en el pueblo ese año. A principios de la década de 1890, se construyeron en Portland los primeros hornos de fabricación de cemento al oeste de las Montañas Azules.
En 1894, el pueblo fue registrado como Portland, nombre derivado del proceso de fabricación de cemento que ya estaba en marcha en la zona.
La fábrica de cemento se inauguró en 1902 y Portland fue declarada ciudad en 1906. Muchos de los edificios originales de Portland fueron construidos por la empresa cementera para los empleados y aún se mantienen en pie. Marcas australianas muy conocidas adornan ahora muchas de las tiendas y edificios históricos, creando un fuerte vínculo con "antaño" que es celebrado por la ciudad.

## Clima y tiempo
A una altitud de 925 metros sobre el nivel del mar, Portland es la 21ª ciudad más alta de Australia y está clasificada como zona templada. Los inviernos frescos y los veranos cálidos garantizan cuatro estaciones distintas y nevadas cada invierno.